# Память воды (фильм)
«Память воды» (фин. Veden vartija) — финский научно-фантастический фильм-триллер 2022 года режиссёра Саары Саарелы. Экранизация одноимённого произведения Эмми Итяранты. Действие фильма происходит в антиутопическом будущем в Скандинавии, объединённой в единое государство, возглавляемое военным правительством, где в результате экологической катастрофы наблюдается нехватка пресной воды. В фильме снимались Сага Саркола, Мимоза Вилламо, Лаури Тилканен и Пекка Странг. Премьера фильма состоялась в Финляндии 2 сентября 2022 года. 
Фильм получил неоднозначные отзывы критиков, частично хваливших изображение мрачного будущего, и в то же время критиковавших клишированный сюжет.

## Сюжет
В будущем в мире закончится пресная вода. Нория (Сага Саркола), молодая женщина из небольшой деревни, узнаёт секрет своей семьи: они знают местоположение родника посреди тундры. В то время как военное правительство, которое контролирует Скандинавский союз из Азии, ужесточает законы, Нория остаётся наедине со своей тайной, когда умирает её отец (Томми Эронен). Нория узнаёт еще более опасную тайну из записей своего отца: в «Затерянных землях», которые, как считается, загрязнены , все еще может быть пресная вода. Единственной поддержкой Норьи является её циничная подруга Санья (Мимоза Вилламо), которая, будучи бедной, сильнее страдает от засухи. В то время как секреты Нории отдаляют её и Санью, Нория сближается с оптимистичным бизнесменом Таро (Лаури Тилканен), который утверждает, что знает способ как решить проблему нехватки воды в деревне, но, к неведению девушки, у него совершенно другие намерения.

## В ролях
- Сага Саркола — Нория
- Мимоза Вилламо  — Санья
- Лаури Тилканен — Таро
- Пекка Странг — майор Болин
- Минна Хаапкюля — Лиан
- Томми Эронен — отец Нории
- Улла Пирттиярви-Лянсман — саамская женщина
- Кристьян Сарв — человек, просящий воду

## Производство
Съёмки проходили в 2020 году в Эстонии, Германии и Норвегии. Изначально проект был запущен в производство осенью 2015 года, и должен был выйти в кинотеатрах в марте 2022 года, но ограничения, связанные с пандемией коронавируса, вынудили создателей перенести премьеру на осень того же года. Бюджет фильма составил 3,4 миллиона евро.